# Саматамбіре Ньямханду
Саматамбіре Ньямханду (*д/н — бл. 1735) — 20-й мвене-мутапа (володар) Мономотапи в 1712—1735 роках. Відомий також як Дон Жуан II.

## Життєпис
Походив з династії Мбіре. Син мвене-мутапи Камгарапасу Мукомбве. Здобув освіту в єзуїтів, вільно розмовляв португальською мовою. 1712 року звернувся по допомогу до держави Розві в умовах загальної боротьби за владу. Того ж року було завдано поразки мвене-мутапі Баромі Мугагве, який загинув. Трон отримав Саматамбіре Ньямханду, який визнав зверхність Розві.
Втім вимушений був боротися проти свого брата Ньєньєдзі Зенди і родичів Гупо й Сакапіо. Знатні роди Касекете, Кандева та Чангара фактично стали незалежними. Різні групи португальських празос (орендарів-намісників) та торгівців підтримували різних претендентів на трон. Наслідком цього стало посилення розгардіяшу в державі.
Мвене-мутапа спирався на допомогу Розві, внаслідок чого протягом 1715—1716 років переміг зенду та інших родичів. 1718 року здолав останнього небезпечного супротивника Камоту, голову клану Касекете.
1720 року уклав з португальцями союз проти Розві, завдяки чому до 1723 року позбавився від залежності цієї держави. Остаточно переніс столицю до Чікови (в низині біля річки Замбезі). Натомість дозволив португальським торгівцям заснувати фаєрс (ярмарок-поселення) в Зумбо, на східному березі злиття річок Луангва та Замбезі.
До кінця панування дотримувався союзу з португальськими празос і торгівцями з Тете. Помер близько 1735 року. Спадкував йому син Ньяцусу.